# Brevis historia regum Dacie
La Brevis historia regum Dacie (en français : Brève histoire des rois Danois), est une chronique médiévale écrite par l'historien danois Svendl Aagesen au XIIe siècle.

## Texte
La Brevis historia regum Dacie est un des plus vieux manuscrits relatant l'histoire du Danemark à travers le folklore et la tradition orale. Svendl Aagesen l'a écrit en 1186-1187, soit quelques années après la Chronicon Roskildense rédigée vers 1140-1157 par un moine ou clerc anonyme de la cathédrale de Roskilde. 
Svendl Aagesen était compagnon de chambre de l'historien danois Saxo Grammaticus qui lui-même rédigea son manuscrit Gesta Danorum (la Geste des Danois).
Comme son nom l'indique, la Brevis historia regum Dacie est une brève histoire du Danemark qui démarre au IVe siècle pour s'achever en 1185. Ce court récit aborde notamment les règnes des deux derniers souverains danois de cette époque, le roi Valdemar Ier de Danemark et son fils Knut VI de Danemark qui régnait lors de la rédaction du manuscrit.